# Samohodno topništvo
Samohodno topništvo je vrsta topništva koje je opremljeno samohodnim topničkim naoružanjem, odnosno topničkim oružjem ugrađenim na vozilo na vlastiti pogon. Svrha samohodnog topništva je pružanje dalekomente vatrene potpore oklopno-mehaniziranim jedinicama te za protuzračnu obranu. Često se klasificira i kao borbeno oklopno vozilo.
Vozila se uglavnom odlikuju visokom taktičkom i operativnom pokretljivošću. Obično se radi o gusjeničnom vozilom, zaštićenom oklopom, a u njemu se nalazi prostor za posadu, borbeni komplet i pribor. Oružje može činiti top, haubica, minobacač velikog kalibra, ili neka vrsta raketnih bacača ili lansera projektila. 
Moderno samohodno topničko oružje, iako vrlo slično tenkovima, uglavnom je lako oklopljeno i neopremljeno da pretrpi štetu u izravnom napadu. Većina samohodnog topničkog naoružanja naoružano je strojnicama i drugim lakim naoružanjem za obranu od neprijateljskih pješačkih jedinica.
Osnovna podjela samohodnog topništva prema načinu kretanja je na kotačno topništvo i gusjenično topništvo.